# Šerm na Letních olympijských hrách 1964
Šerm na Letních olympijských hrách 1964.

## Medailisté

### Muži
| Kategorie            | Zlato                                                                                                   | Stříbro | Bronz |
| -------------------- | --- | --- | --- |
| Fleret - jednotlivci | Egon Franke · Polsko (POL)                                                                              | Jean-Claude Magnan · Francie (FRA)                                                                                     | Daniel Revenu · Francie (FRA)                                                                               |
| Kord - jednotlivci   | Grigorij Kriss · Sovětský svaz (URS)                                                                    | Bill Hoskyns · Velká Británie (GBR)                                                                                    | Guram Kostava · Sovětský svaz (URS)                                                                         |
| Šavle - jednotlivci  | Tibor Pézsa · Maďarsko (HUN)                                                                            | Claude Arabo · Francie (FRA)                                                                                           | Umar Mavlichanov · Sovětský svaz (URS)                                                                      |
| Fleret - družstvo    | Sovětský svaz (URS) · Viktor Ždanovič · Juri Šarov · Jurij Sisikin · German Svešnikov · Mark Midler     | Polsko (POL) · Witold Woyda · Zbigniew Skrudlik · Ryszard Parulski · Egon Franke · Janusz Rozycki                      | Francie (FRA) · Jacky Courtillat · Jean-Claude Magnan · Christian Noël · Daniel Revenu · Pierre Rodocanachi |
| Kord - družstvo      | Maďarsko (HUN) · Árpád Bárány · Tamás Gábor · István Kausz · Győző Kulcsár · Zoltán Nemere              | Itálie (ITA) · Giovan Battista Breda · Giuseppe Delfino · Gianfranco Paolucci · Alberto Pellegrino · Gianluigi Saccaro | Francie (FRA) · Claude Bourquard · Claude Brodin · Jacques Brodin · Yves Dreyfus · Jacques Guittet          |
| Šavle - družstvo     | Sovětský svaz (URS) · Boris Melnikov · Nugzar Asatiani · Mark Rakita · Jakov Rylskij · Umar Mavlichanov | Itálie (ITA) · Giampaolo Calanchini · Wladimiro Calarese · Pier-Luigi Chicca · Mario Ravagnan · Cesare Salvadori       | Polsko (POL) · Emil Ochyra · Jerzy Pawłowski · Ryszard Zub · Andrzej Piątkowski · Wojciech Zabłocki         |

### Ženy
| Kategorie            | Zlato | Stříbro | Bronz |
| -------------------- | --- | --- | --- |
| Fleret - jednotlivci | Ildikó Ujlakiová-Rejtőová · Maďarsko (HUN)                                                                        | Helga Meesová · Tým sjednoceného Německa (EUA)                                                                                      | Antonella Ragnová · Itálie (ITA)                                                                              |
| Fleret - družstvo    | Maďarsko (HUN) · Paula Marosi · Katalin Juhászová · Judit Ágoston · Lídia Sákovicsová · Ildikó Ujlakiová-Rejtőová | Sovětský svaz (URS) · Ljudmila Šišovová · Valentina Prudskovová · Valentina Rastvorovová · Taťjana Samusenková · Galina Gorochovová | Tým sjednoceného Německa (EUA) · Heidi Schmidová · Helga Meesová · Rosemarie Scherberger · Gudrun Theuerkauff |

### Přehled medailí
| Pořadí | Země                           | Zlato | Stříbro | Bronz | Celkově |
| ------ | ------------------------------ | ----- | ------- | ----- | ------- |
| 1.     | Maďarsko (HUN)                 | 4     | 0       | 0     | 4       |
| 2.     | Sovětský svaz (URS)            | 3     | 1       | 2     | 6       |
| 3.     | Polsko (POL)                   | 1     | 1       | 1     | 3       |
| 4.     | Francie (FRA)                  | 0     | 2       | 3     | 5       |
| 5.     | Itálie (ITA)                   | 0     | 2       | 1     | 3       |
| 6.     | Tým sjednoceného Německa (EUA) | 0     | 1       | 1     | 2       |
| 7.     | Velká Británie (GBR)           | 0     | 1       | 0     | 1       |